# جبال آير

رحلة برية في عروق جبال آير

جبال آير سلسة جبال شاهقة تقع في جمهورية النيجر في قارة أفريقيا.

## جغرافيا

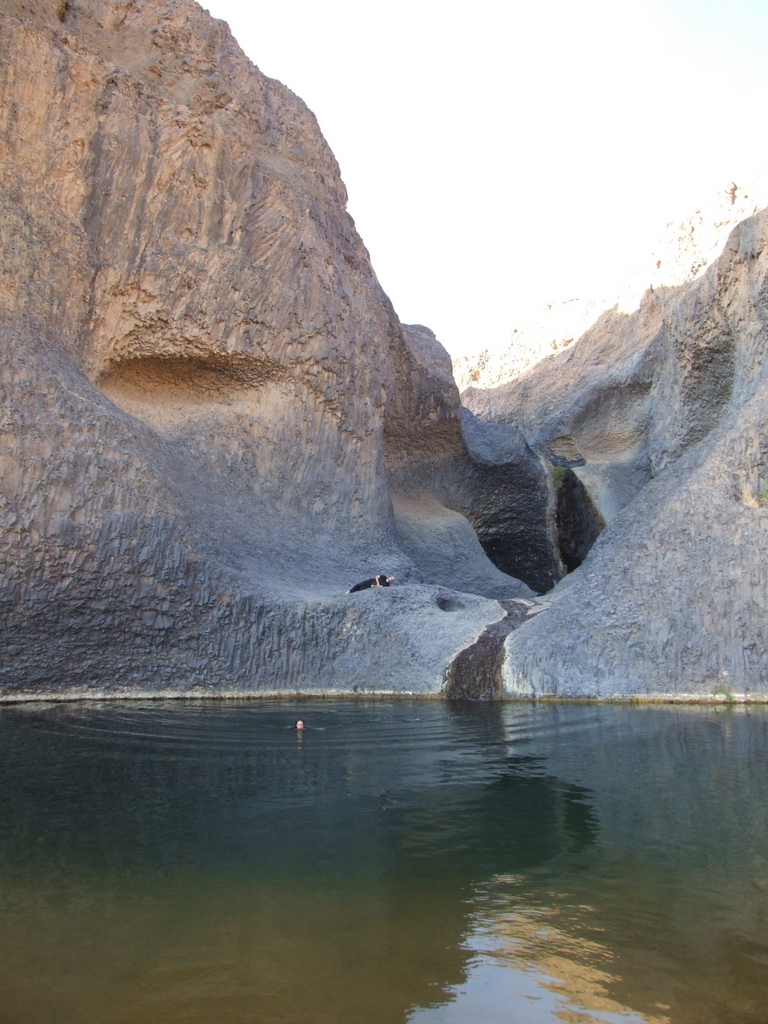
صورة من مياه جبال آير

في الإقليم الأوسط من جمهورية النيجر تترامى سلسلة جبال العير، تتاخِمها مجموعةٌ من السهول المنبسِطة. وترتفِع هذه السلسِلة، لتصِل أعلى قمّة في النيجر، وهي قمة جبل جريبون (بالفرنسية: Greboun)‏.

## أعلام
- مانو داياك
- محمد أغ كاوصن